# John Horne Burns
John Horne Burns (Andover, 7 ottobre 1916 – Cecina, 11 agosto 1953) è stato uno scrittore e militare statunitense.

## Biografia
Burns nacque nel 1916 ad Andove, maggiore di sette figli di una famiglia cattolica della classe medioalta di origine irlandese e fu educato alla St. Augustine's School, alla Phillips Academy, e infine, all'Università di Harvard, dove studiò il francese, tedesco e italiano e scrisse un libro per una recita scolastica nel 1936. Nel 1937 conseguì il Bachelor of Arts in inglese alla Phi Beta Kappa, diventando insegnante alla Loomis School. Fu arruolato nella United States Army nel 1942, venendo promosso secondo tenente e assegnato nei servizi segreti nel 1943 a Casablanca, in Algeria e in Italia, occupandosi della censura militare.
Nell'aprile 1946 completò la stesura del romanzo The Gallery (riferito alla Galleria Umberto I), ambientato in Nordafrica e a Napoli nel 1944, che fu pubblicato da Harper & Brothers nel 1947 diventando un best seller ed elogiato da Ernest Hemingway e Edmund Wilson, dal Saturday Review e da John Dos Passos. Nel 1949, pubblicò Lucifer with a Book, che fu stroncato dalla critica, come Gore Vidal. Burns ritornò in Italia nel 1950, in particolare a Firenze, dove nel 1952 scrisse il suo terzo ed ultimo romanzo, A Cry of Children, con protagonista un compositore e pianista ispirato a un suo compagno ad Harvard, Irving Fine, ricevendo nuovamente recensioni negative. Burns si dedicò in seguito alla stesura di un quarto libro rimasto incompiuto. Morì per un'emorragia cerebrale dopo un viaggio in barca a vela l'11 agosto 1953.

## Opere
- La galleria (The Gallery, 1947)
- Lucifer with a Book (1949)
- A Cry of Children (1951)